# Centrum Kultury i Sportu w Skawinie
Centrum Kultury i Sportu w Skawinie (CKiS) – samorządowa instytucja kultury w Skawinie, powstała w 1992 roku. Główna siedziba CKiS mieści się przy ulicy Żwirki i Wigury 11. Centrum prowadzi działalność kulturalną, sportową, rekreacyjną i turystyczną w szczególności na terenie i na rzecz mieszkańców gminy Skawina. Ponadto Centrum administruje obiektami: Pałacyk „Sokół”, Basen „Camena”, Hala Widowiskowo-Sportowa, Ośrodek Kulturalno-Rekreacyjny „Gubałówka”, Dwór Ludwikowskich, Rynek w Skawinie, dwa boiska Orlik 2012 oraz Stadion Miejski. 

## Geneza
Zinstytucjonalizowania skawińska kultura doczekała się dopiero w latach 70. XX wieku, jednak jej stały rozkwit rozpoczął się już pod koniec XIX wieku, a sercem od niemal samych początków był budynek „Sokoła”. To w nim, dzięki salce ze sceną i niewielkim zapleczem mogło działać, założone w 1889 roku przez Czesława Czapkiewicza, amatorskie kółko teatralne. W tym samym roku w Skawinie rozpoczęła działalność pierwsza, publiczna wypożyczalnia książek „Czytelnia Mieszczańska”, co jak się później okazało również było ważnym punktem kulturalnego rozwoju. Odzyskanie nieodległości i rozbudowa przemysłu stała się machiną napędzającą. Urządzano w tym czasie słynne, ekskluzywne bale w „Sokole”, na których grywał ceniony zespół Stepatora.
Pod koniec lat 30. w Skawinie powstało kino. Działało przez dwa dni w tygodniu w dużej sali „Sokoła”, a jeszcze przed wybuchem II wojny światowej oddano do użytku Dom Katolicki, później znany jako Kino „Piast”. Dzięki temu miasto zyskało drugi ośrodek kultury. II Wojna Światowa zahamowała jednak kulturalną ewolucję. Po wojnie nastąpiło nagłe odrodzenie teatru amatorskiego. Największym powodzeniem cieszył się teatr lalkowy stworzony i prowadzony przez 3o lat przez Władysława Szklarskiego. Po wycofaniu się Niemców w „Sokole” uruchomiono kino „Uciecha”. Rozwijało się również czytelnictwo, swoją działalność wznowiła biblioteka. W czasach, gdy w Skawinie nie było jeszcze mowy o domu kultury to właśnie biblioteka miejska stanowiła centrum kulturalne. Tak jak przed wojną, kultura silnie związana była z rozwojem przemysłu. Na terenie Huty Aluminium powstało kino „Hutnik”, a w ośrodku „Gubałówka” urządzano kameralne imprezy, spotkania brydżystów i wielkie gale np. galę 600-lecia Skawiny.
Jednostki wyspecjalizowanej do koordynowania działań w dziedzinie kultury Skawina doczekała się w październiku 1976 roku. Powstał wówczas Miejsko-Gminny Ośrodek Kultury, którego dyrektorem został Lech Grela. Ośrodek nie posiadał swojej siedziby więc prowadził głównie działalność nadzorującą i koordynującą w stosunku do istniejących już placówek kulturalnych. Sytuacja zmieniła się, gdy w 1986 r. po remoncie oddano do użytku budynek „Sokoła”. Miejsko-Gminny Ośrodek Kultury został wówczas przekształcony w Miejski Dom Kultury. Działalność kulturalna była w pełni kontynuowana. Odbywały się plenery malarskie i wernisaże. Co dwa lata artyści mieli szansę uczestniczyć w biennale. Powstawały również różne grupy artystyczne m.in. grupa poetycka „Wyspiarze ze Skawiny”, założona przez ówczesnego dyrektora MDK Stanisława Daniłosia.
W kwietniu 1992 roku na mocy uchwały Rady Miejskiej powstało Centrum Kultury i Sportu w Skawinie. CKiS powstało na kanwie Miejskiego Domu Kultury, ale realizowało także zadania na bazie dyscyplin, które wcześniej uprawiane były w Międzyszkolnym Ośrodku Sportowym i MKS Skawina. Wraz z wchłonięciem przez CKiS Miejskiego Ośrodka Sportowego w zasoby Centrum weszła Hala Widowiskowo-Sportowa. W lipcu 1992 roku do CKiS została włączona również biblioteka miejska (od 2007 roku działa samodzielnie jako Miejska Biblioteka Publiczna). W 2000 roku Centrum Kultury i Sportu w Skawinie został przekazany, administrowany wcześniej przez Hutę Aluminium, Ośrodek Kulturalno-Rekreacyjny „Gubałówka” wraz z kompleksem basenów odkrytych. Ważnym punktem w historii CKiS było również otwarcie w lutym 2003 roku krytej pływalni w Skawinie noszącej wtedy nazwę Centrum Wodne „Camena” (dzisiaj Basen „Camena”). Następne lata przyniosły dalszy rozwój. CKiS stało się administratorem Rynku, Stadionu Miejskiego i nowo powstałych Orlików 2012. Od listopada 2013 roku wzięło pod swoją opiekę zabytkowy Dwór Dzieduszyckich w Radziszowie, a od jesieni 2020 roku jest także gospodarzem Dworu Ludwikowskich w Skawinie.

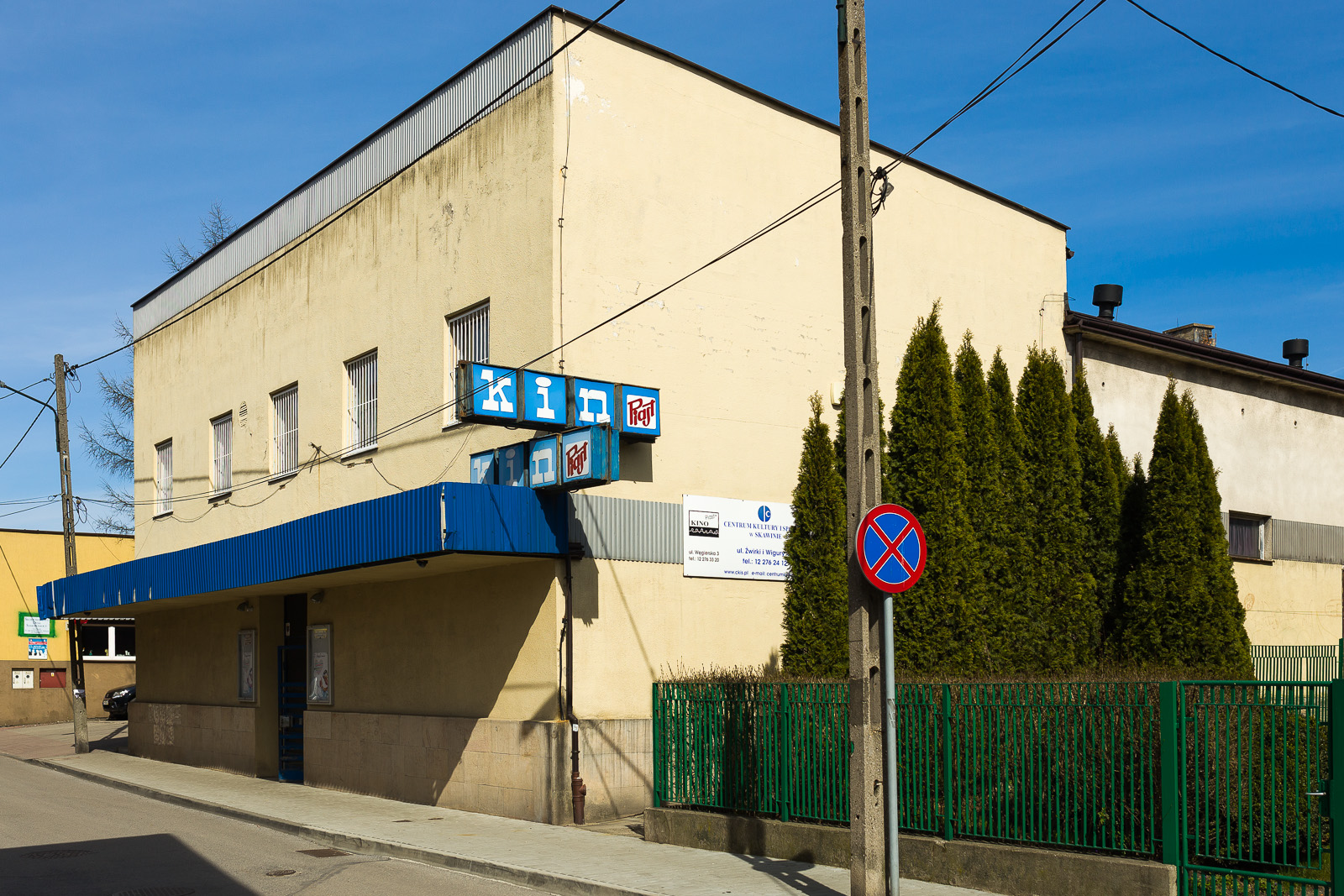
Zdjęcie dawnego Kina „Piast”

Od początku istnienia Centrum Kultury i Sportu w Skawinie, a wcześniej także MDK „Sokół”, ważnym elementem działalności było, dzierżawione od Parafii pw. Świętych Apostołów Szymona i Judy Tadeusza, Kino „Piast”. Przez kilkadziesiąt lat w kinowych fotelach zasiadło setki tysięcy widzów zadowolonych z projekcji kinematograficznych. Pomimo upływającego czasu, magia kina wciąż przyciągała do niego wielbicieli i koneserów dużego ekranu. W weekendy w godzinach wieczornych, „kinomaniacy” mieli możliwość obejrzeć dzieła filmowe z różnych gatunków. W repertuarze, poza współczesnymi produkcjami filmowymi, uwzględniano także obrazy niszowe, które również cieszyły się popularnością wśród widzów. W 2013 roku działalność kinowa została zawieszona. W zamian tego w budynku kina stale organizowane były wydarzenia kulturalne: koncerty hip – hopowe, rockowe, przedstawienia teatralne, występy kabaretowe czy zajęcia artystyczne. W 2017 roku Kino „Piast” zostało zwrócone skawińskiej parafii, a na jego miejscu miała powstać szkoła katolicka.
7 listopada 2022 roku podczas uroczystości z okazji 20. rocznicy śmierci ppor. WP Mieczysława Majdzika, działacza opozycji w PRL, więzionego w czasach stalinowskich, Centrum Kultury i Sportu w Skawinie otrzymało z rąk Szefa Urzędu do Spraw Kombatantów i Osób Represjonowanych Ministra Jana Kasprzyka medal „Pro Patria” w dowód uznania za zasługi w kultywowaniu pamięci o walce o niepodległość Rzeczypospolitej Polskiej.

## Misja
Celem działalności CKiS w Skawinie jest upowszechnianie kultury, edukacja kulturalna i wychowanie przez sztukę oraz dbałość o prawidłowy rozwój psychofizyczny i zdrowie mieszkańców Gminy przez wychowanie fizyczne, sport, rekreację i turystykę, a zwłaszcza:
- organizowanie zajęć oraz imprez artystycznych, kulturalnych sportowych, rekreacyjnych i turystycznych, a także organizowanie zaplecza kadrowego do prowadzenia tych zajęć;
- tworzenie warunków dla rozwoju amatorskiego ruchu artystycznego;
- pomoc w tworzeniu, utrzymaniu i udostępnianiu bazy artystyczno-kulturalnej oraz sportowo-rekreacyjnej i turystycznej znajdującej się na terenie Gminy;
- współpracę z instytucjami i organizacjami oświatowymi, kulturalnymi oraz sportowymi, a także z innymi gminami, organizacjami społecznymi i gospodarczymi[17].

## Obiekty CKiS w Skawinie

### Pałacyk „Sokół”

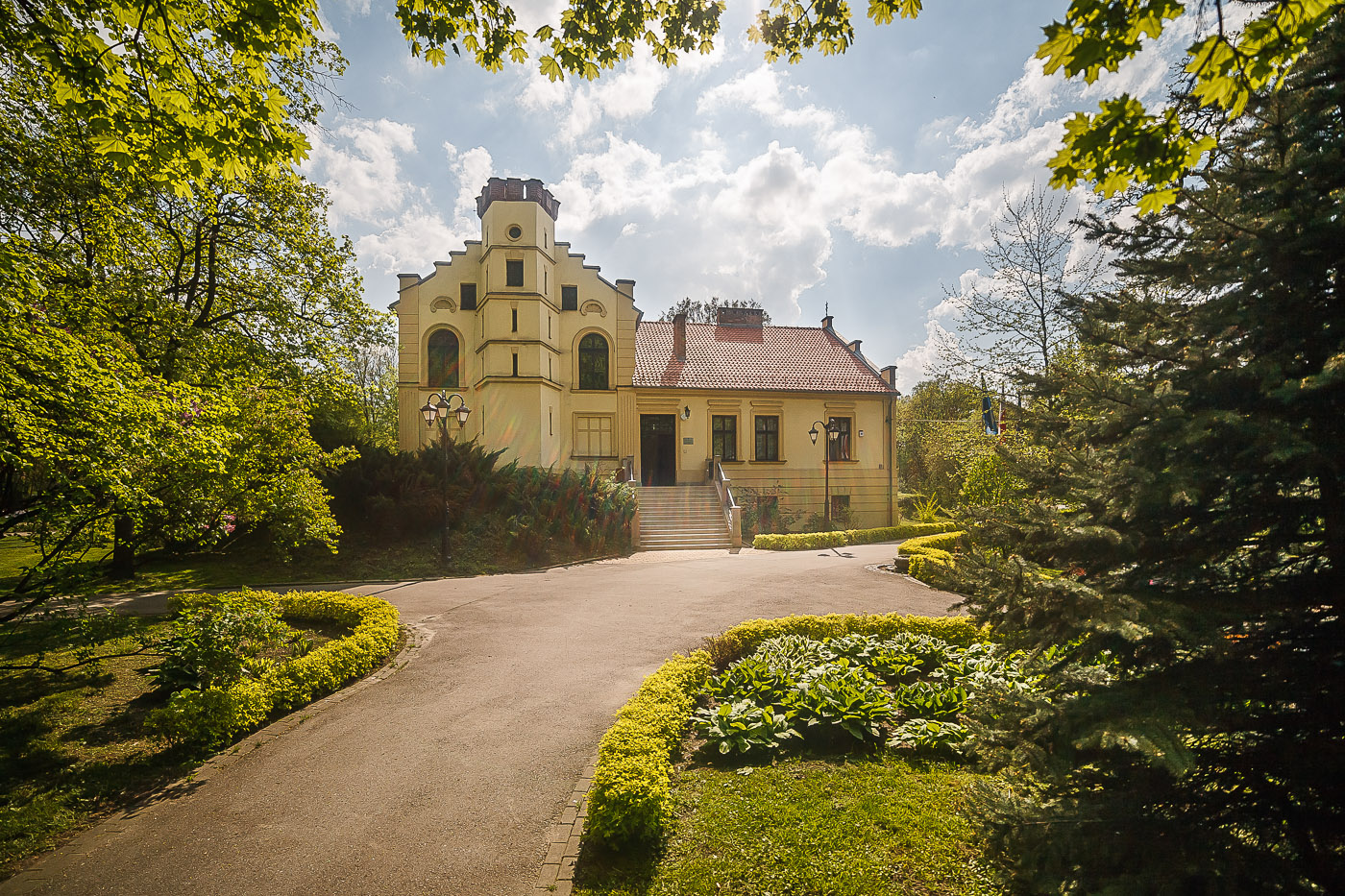
Pałacyk „Sokół”

Pałacyk „Sokół”, najstarszy obiekt użytkowany przez CKiS, położony jest w Parku Miejskim w Skawinie. Powstał na miejscu zamku warownego, wzniesionego prawdopodobnie za czasów Kazimierza Wielkiego. Zamek uległ zniszczeniu w czasach potopu szwedzkiego.
Pod koniec XIX wieku teren wraz z ruinami przekazano powstałemu Towarzystwu Gimnastycznemu „Sokół”, które zainicjowało budowę Pałacyku w latach 1904–1906, według projektu Wincentego Koczarkiewicza. W okresie międzywojennym w Pałacyku działał teatr, kino oraz strzelnica. Po wojnie budynek „Sokoła” stał się siedzibą klubu sportowego „Skawinka”, a po remoncie w latach 80. XX w. swoje miejsce znalazło tu Centrum Kultury i Sportu. W 1927 roku wokół Pałacyku utworzono Park Miejski im. Józefa Piłsudskiego. Pałacyk i otaczający go park wpisane są do rejestru zabytków.
Budynek Pałacyku „Sokół” jest obecnie siedzibą Działu Realizacji Projektów Kultury CKiS. Mieści się w nim sala teatralna, w której organizowane są koncerty, spektakle teatralne, prezentacje artystyczne, warsztaty muzyczne itp. W Pałacyku odbywają się też m.in. comiesięczne spotkania z muzyką poważną w ramach Koncertów z Akademią, cykliczne spektakle teatru „Maska” czy coroczny Skawiński Tydzień Teatralny.
W Pałacyku „Sokół” znajduje się Kawiarnia Tuczytam, w której mieści się galeria „Pałacyk”. W galerii organizowane są wernisaże twórczości profesjonalnej oraz amatorskiej. Wystawy, które prezentują twórczość z różnych dziedzin sztuki, min.: malarstwo, rysunek, grafika, fotografia, kolaż, haft, dostępne są dla zwiedzających w godzinach otwarcia kawiarni.
Adres: ul. Mickiewicza 7

### Basen „Camena”

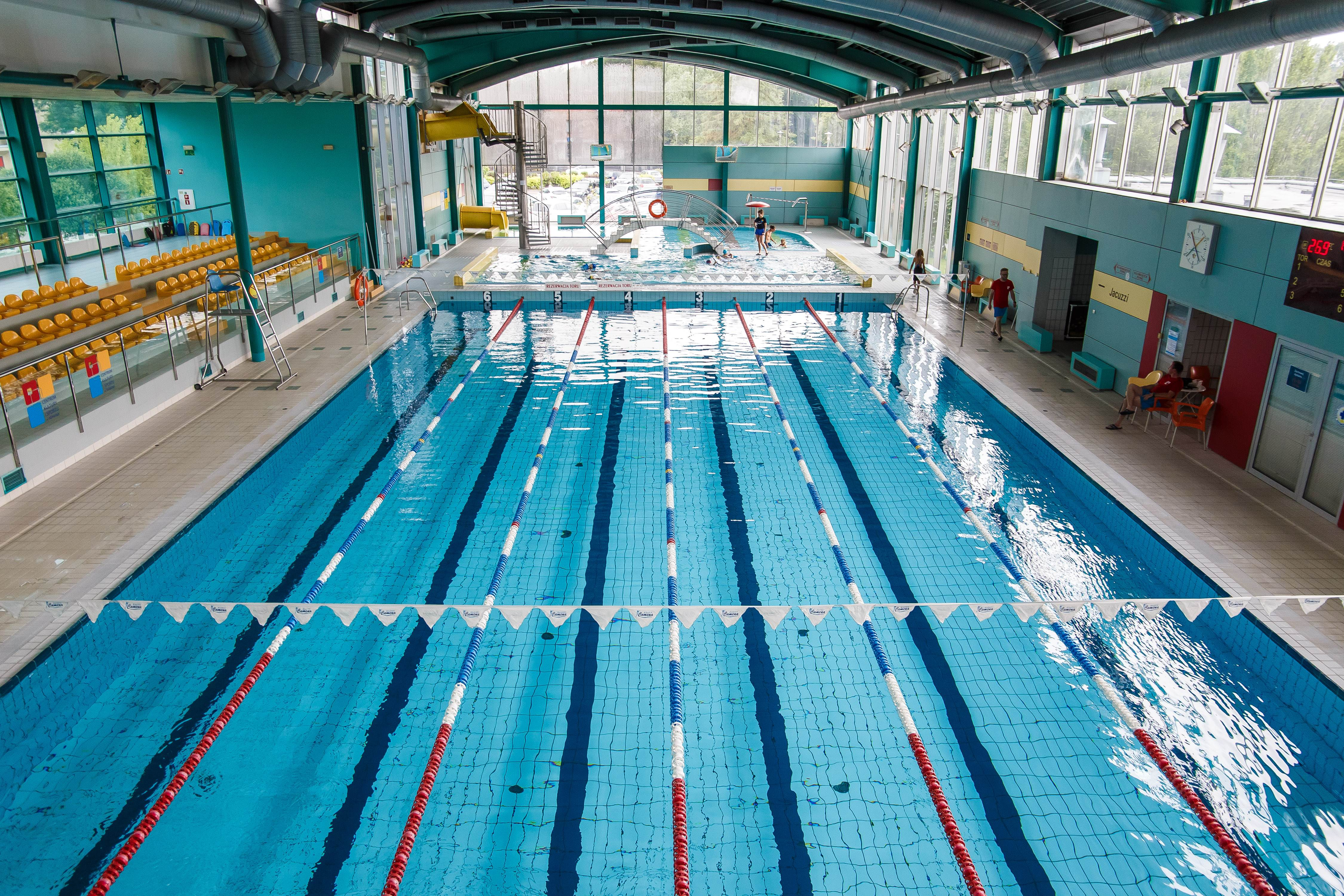
Wnętrze Basenu „Camena”

Basen „Camena” jest pływalnią, którą odwiedza średnio 15 000 osób miesięcznie. Na terenie basenu znajdują się dwie niecki basenowe: sportowa (25 × 12,5 m długości i 1,42–1,86 m głębokości) i rekreacyjna (13,5 × 15,5 m długości i 0,86–1,14 m głębokości) wyposażona w bicze, gejzery wodne, fontannę w formie grzybka i zjeżdżalnię o długości 32 m. Na terenie basenu „Camena” odbywają się stałe zajęcia organizowane przez Centrum: nauka pływania, zajęcia sekcji pływackiej, aqua aerobik. Na pływalni znajduje się również jacuzzi i sauna sucha.
Adres: ul. Żwirki i Wigury 11

### Hala Widowiskowo-Sportowa

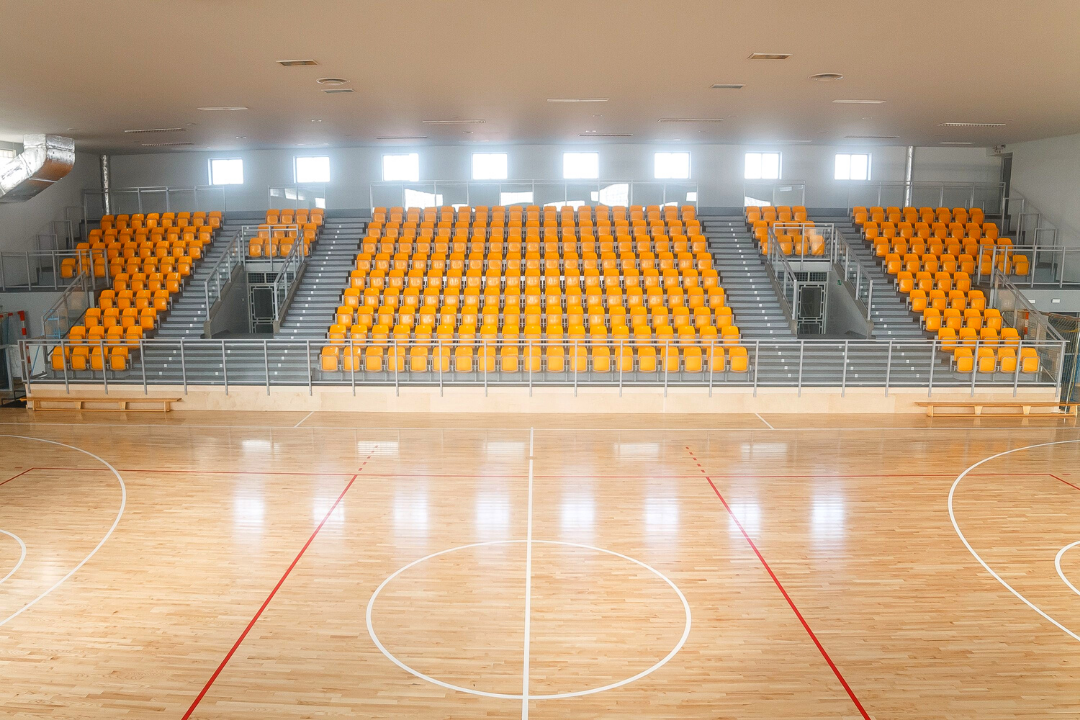
Duża sala w Hali Widowiskowo-Sportowej

Hala Widowiskowo-Sportowa w Skawinie została zbudowana pod koniec lat siedemdziesiątych, jednak pomysł jej powstania i pierwotny projekt narodził się jeszcze w latach sześćdziesiątych. Początkowo w Hali mieścił się Miejski Ośrodek Sportu. W roku 1992 MOS wszedł w skład nowo powstałej jednostki – Centrum Kultury i Sportu w Skawinie.Obecnie Hala służy do przeprowadzania rozgrywek sportowych i organizacji imprez zarówno o zasięgu gminnym, jak i ogólnopolskim. W obiekcie znajduje się hala sportowa z widownią, sala gimnastyczna będąca jednocześnie zapleczem dla organizowanych imprez, a także niewielka salka przeznaczona głównie do przeprowadzania treningów, zajęć sekcyjnych (w szczególności tanecznych) i gimnastyki korekcyjnej.
Adres: ul. Konstytucji 3 Maja 4

### Stadion Miejski

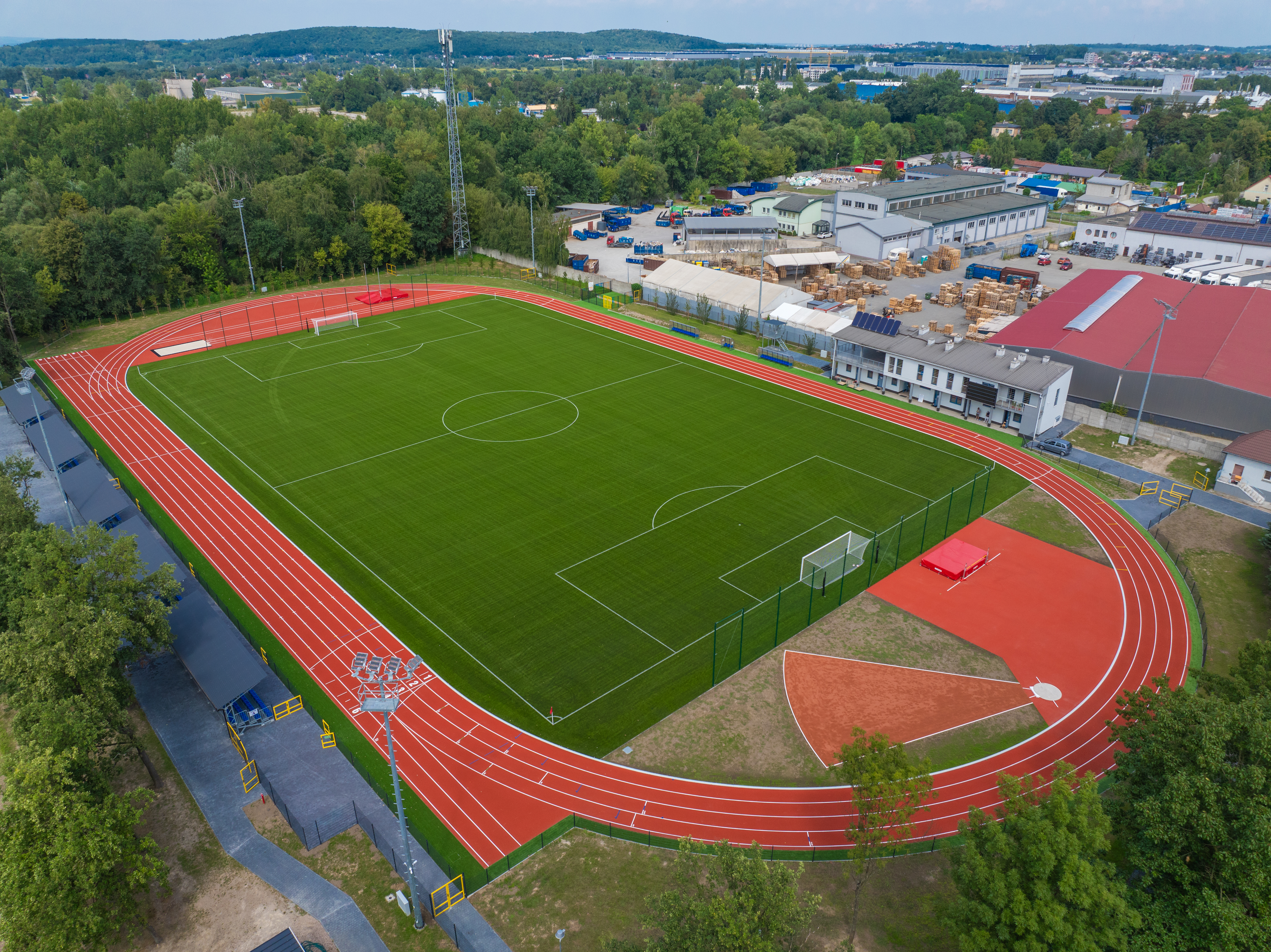
Stadion Miejski w Skawinie z lotu ptaka (2024 r.)

Stadion Miejski w Skawinie jest obiektem, którym Centrum Kultury i Sportu zarządza od 2011 roku. Znajduje się na obrzeżach miasta, w pobliżu drogi krajowej nr 44 (droga oświęcimska), co gwarantuje łatwy i szybki dojazd: z Krakowa (zaledwie 15 km od centrum), z autostrady A4 (5 km), czy z Balic (10 km). Dobra lokalizacja daje również możliwość dojazdu komunikacją miejską lub za pośrednictwem pociągu (600 metrów od dworca kolejowego).
Stadion to obiekt  o łącznej powierzchni 4,4155 ha. W skład kompleksu sportowego wchodzi:
– pełnowymiarowe boisko piłkarskie ze sztuczną nawierzchnią o wymiarach 105m x 66m,
– kompleks boisk orlik z boiskiem piłkarskim i wielofunkcyjnym,
– boisko boczne trawiaste oraz boisko dziecięce trawiaste,
– czterotorowa okólna bieżnia lekkoatletyczna wraz z sześciotorowym odcinkiem na dystansie 100 metrów,
– rzutnia do pchnięcia kulą,
– skocznie do skoku w dal, trójskoku, skoku wzwyż i skoku o tyczce,
– trybuny w modułowej konstrukcji na łącznie 500 miejsc siedzących.
Ponadto w budynku głównym stadionu znajduje się sala konferencyjna, pomieszczenia obsługi oraz 4 szatnie i dodatkowe 2 modułowe przy boiskach bocznych. Stadion jest wyposażony oświetlenie pozwalające korzystać z całej infrastruktury po zmroku.
Adres: ul. Mickiewicza 52

### Dwór Dzieduszyckich w Radziszowie
Centrum Kultury i Sportu w Skawinie było gospodarzem Dworu Dzieduszyckich w Radziszowie od 4 listopada 2013 roku do 31 marca 2021 roku. Historia tego obiektu rozpoczyna się w pierwszym ćwierćwieczu XIX w. Budynek w Radziszowie w stylu późnoklasycystycznym został zbudowany z funduszy rodziny Dzieduszyckich. Projekt Dworu wykonał krakowski architekt, ksiądz Jezuita Sebastian Alojzy Sierakowski. W 1826 r. posiadłość została zniszczona przez pożar, po czym poddano ją pierwszej poważnej przebudowie. W drugiej połowie XIX w. obiekt kilkakrotnie zmieniał właścicieli. W 1877 r. zakupiła go Karolina Oksza Orzechowska. Od 1880 r. mieszkała tu księżna Róża de Bessano. Następnie właścicielami było hrabiostwo Mieroszowscy. Na przełomie XIX i XX w. Dwór nabyli adwokaci z Krakowa. Najpierw dr Władysław Lisowski, później dr Stefan Kirchmayer. W 1909 r. Dwór zakupiony został przez gminę Radziszów z przeznaczeniem na placówkę oświatową.
W okresie I wojny światowej w Radziszowie stacjonowało wojsko austriackie, które pozostawiło po sobie duże spustoszenia. Kolejną dewastację spowodował wielki pożar z czerwca 1917 r. W okresie międzywojennym Obiekt ponownie służył jako szkoła. Podczas II wojny światowej Dwór zajęli żołnierze niemieccy, którzy pozostawili po sobie dalsze zniszczenia. W styczniu 1945 r. w czasie wycofywania się oddziałów niemieckich na centrum Radziszowa spadły bomby lotnicze, przyczyniając się do pęknięć murów Dworu.

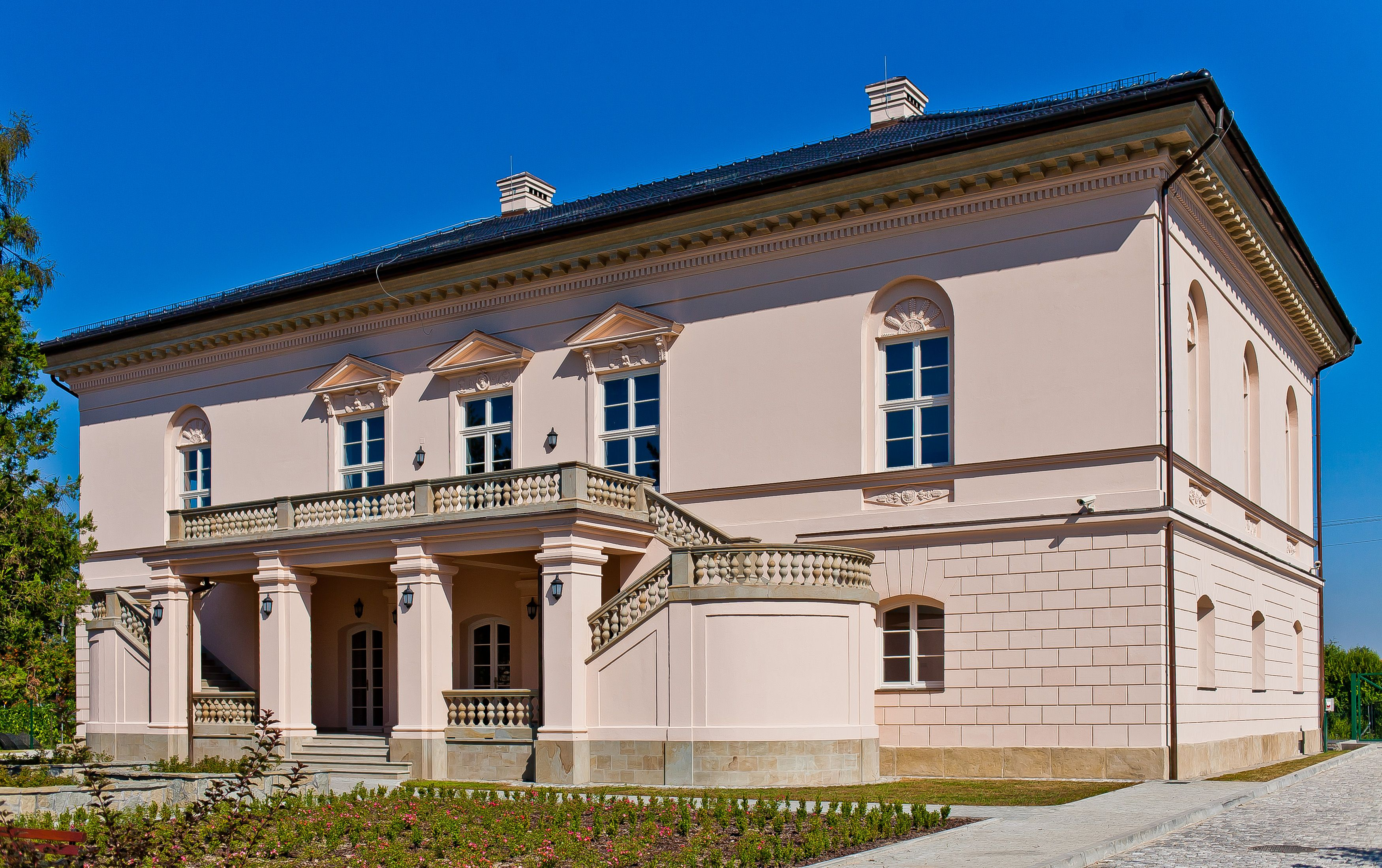
Dwór Dzieduszyckich w Radziszowie

Po przeprowadzeniu drobnych napraw naukę w Dworze wznowiono już 1 lutego 1945 r. Po wojnie obiekt przeszedł kilka gruntownych remontów i służył jako placówka oświatowa do 1997 r., tj. do czasu przeprowadzki Szkoły Podstawowej do nowej siedziby.
Na początku XXI w. powstała koncepcja renowacji i dostosowania budynku do pełnienia nowych funkcji. W 2011 roku podpisano umowę pomiędzy Gminą Skawina a Samorządem Województwa Małopolskiego o dofinansowanie projektu pn. „Remont Adaptacyjny Dworu Dzieduszycki w Radziszowie”. W wyniku tej umowy w latach 2011–2013, przy wsparciu finansowym Unii Europejskiej w ramach Małopolskiego Regionalnego Programu Operacyjnego na lata 2007–2013, wykonano kompleksowy remont budynku Dworu wraz z otoczeniem oraz przystosowano go do pełnienia nowych funkcji kulturalnych, społecznych i turystycznych.
Od 1 kwietnia 2021 roku administratorem Dworu jest Miejsko-Gminny Ośrodek Pomocy Społecznej w Skawinie (obecnie Centrum Usług Społecznych w Skawinie).
Adres: Radziszów, ul. Szkolna 4

### Rynek w Skawinie

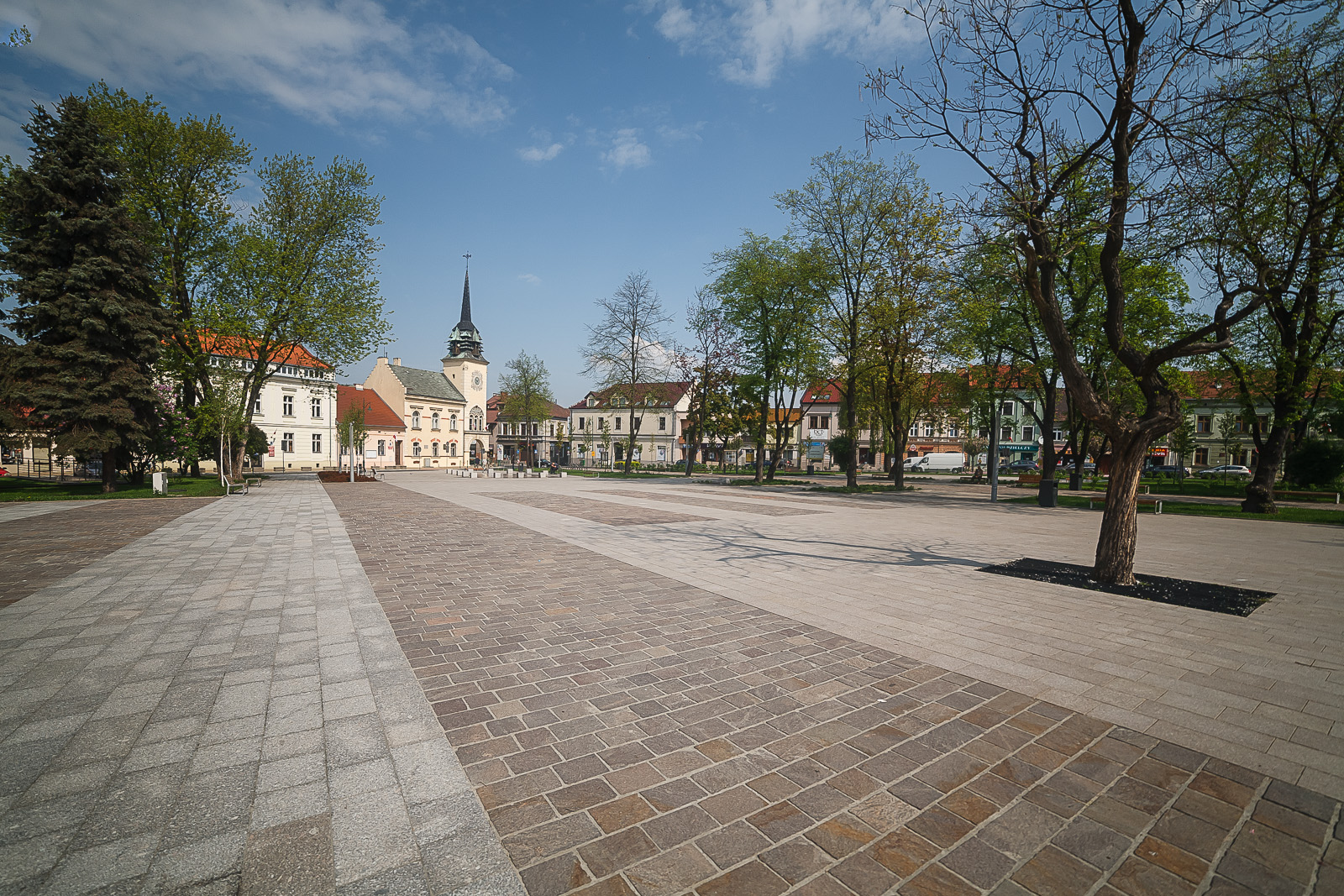
Rynek w Skawinie

Historia Rynku w Skawinie rozpoczyna się wraz z nadaniem praw miejskich, które nastąpiło w 1364 roku. Plac z odbywającym się na nim cotygodniowym targiem pełnił wtedy funkcję centrum handlowego i rzemieślniczego. Współcześnie w tym miejscu zlokalizowane są sklepy spożywcze, odzieżowe, przemysłowe oraz lokale gastronomiczne i usługowe.
W latach 2010–2012 nastąpiła gruntowna przebudowa płyty Rynku wraz z przyległymi ulicami i chodnikami. Rewitalizacja została wykonana w ramach projektu współfinansowanego przez Unię Europejską w ramach Małopolskiego Regionalnego
Programu Operacyjnego na lata 2007–2013.
W obrębie Rynku wydzielonych zostało kilka mniejszych stref przestrzennych, które umożliwiają m.in. organizację imprez okolicznościowych, targów, wystaw, a także wypoczynek mieszkańców.
Na głównym placu miasta odbywają się cykliczne imprezy, m.in.: Spotkanie Wigilijne z Mieszkańcami, obchody świąt narodowych, okolicznościowe happeningi, koncerty.

### Ośrodek Kulturalno-Rekreacyjny „Gubałówka”

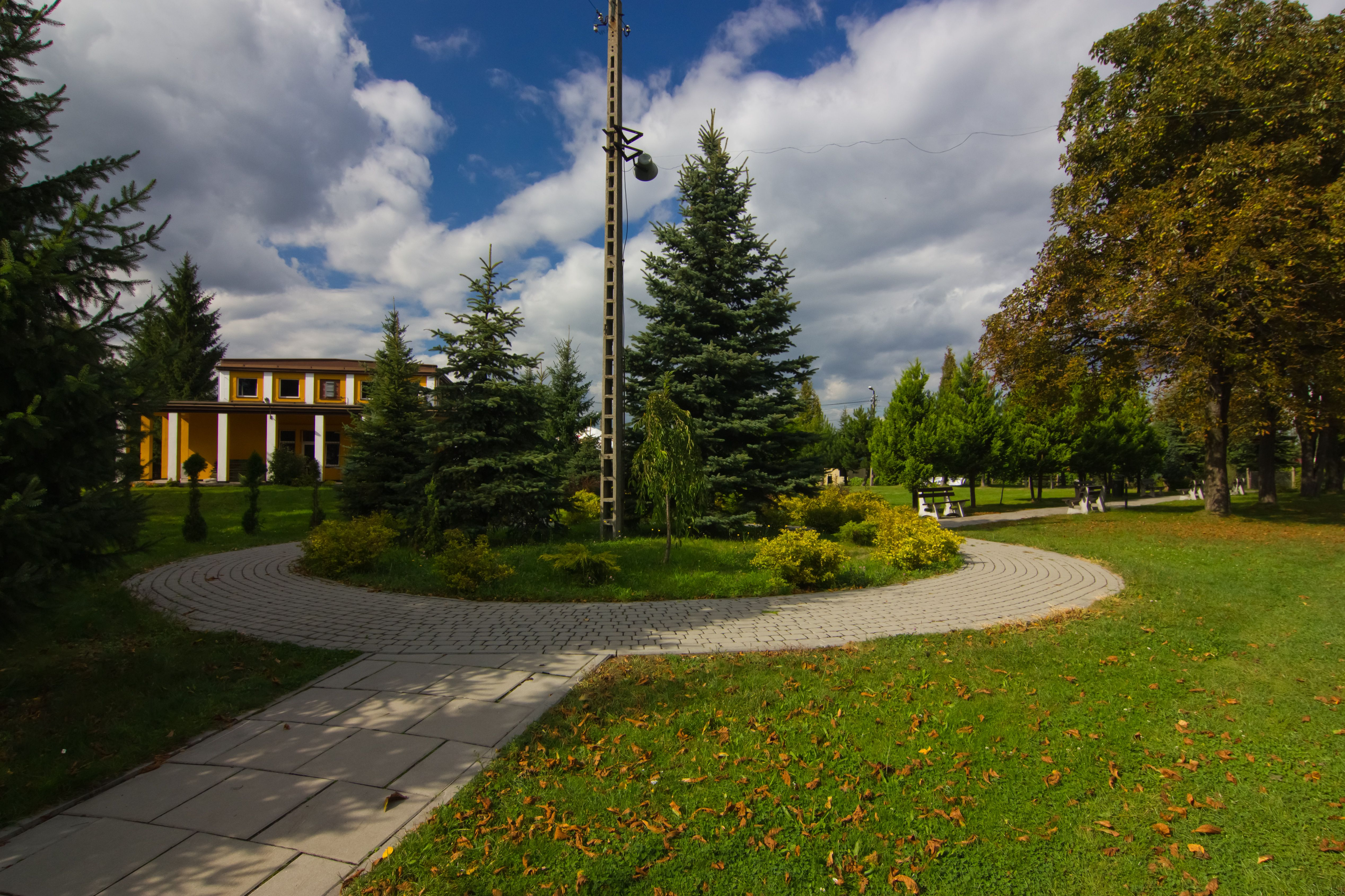
Ośrodek Kulturalno-Rekreacyjny „Gubałówka”

Obiekt powstał w latach 50. XX wieku. Do 2000 roku administrowany przez Hutę Aluminium Skawina, następnie został przekazany Centrum Kultury i Sportu w Skawinie. Przez pół wieku służył jako placówka będąca zapleczem rekreacyjnym dla pracowników jednego z największych zakładów w Polsce. Po zamknięciu Huty Aluminium stał się terenem ogólnodostępnym dla mieszkańców gminy i okolic.
Obecnie organizowane są tam liczne imprezy, zwłaszcza komercyjne. Główna sala służy przede wszystkim organizacji wesel. Na terenie obiektu znajduje się także kompleks basenów otwartych.
Adres: ul. Spacerowa 4

### Dwór Ludwikowskich
Dwór Ludwikowskich był siedzibą jednej z najznakomitszych skawińskich rodzin. Historia rodu Ludwikowskich w Skawinie rozpoczyna się już w XVII w. To wtedy Piotr Ludwikowski, rycerz Jana III Sobieskiego, osiedlił się w podkrakowskim miasteczku. Ludwikowscy szybko dorobili się pokaźnego majątku, a dzięki społecznemu zaangażowaniu zyskali sobie szacunek okolicznych mieszkańców. Działania przedstawicieli kolejnych pokoleń rodu – Mikołaja, Seweryna i Stanisława, którzy sprawowali w XVIII, XIX i w pierwszej połowie XX w. funkcję burmistrza, przyczyniły się do znacznego rozwoju Skawiny. Jednak po drugiej wojnie światowej Ludwik Ludwikowski sprzedał dwór miastu.

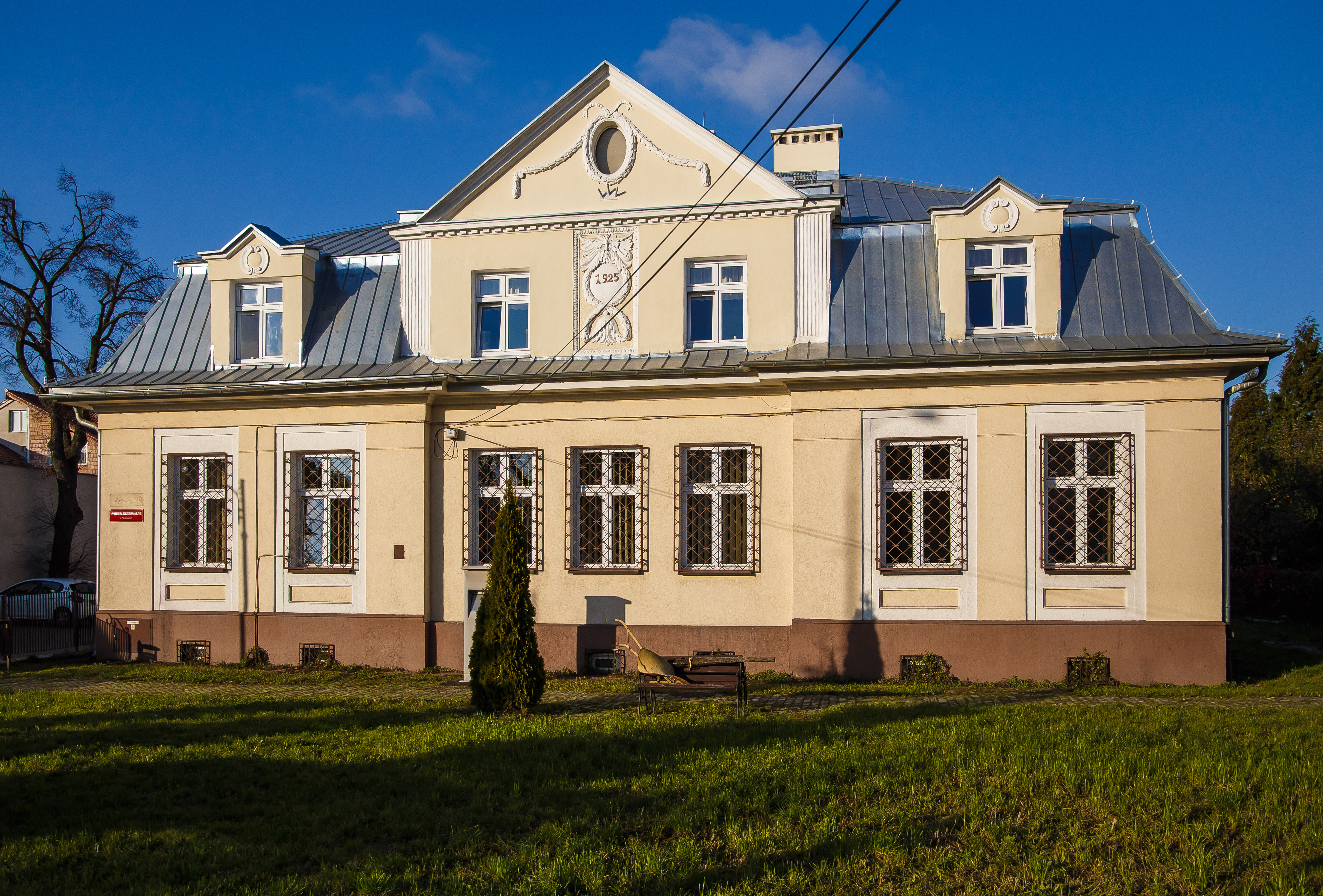
Dwór Ludwikowskich w Skawinie

Obecnie w Dworze Ludwikowskich mieści się Muzeum Regionalne oraz Biblioteka Pedagogiczna, a od niedawna swoje zajęcia prowadzi tam także Centrum Kultury i Sportu w Skawinie, które ponadto objęło obiekt opieką administracyjną.
Adres: ul. Mickiewicza 26

### Orliki 2012
Obiekty powstały w ramach projektu „Moje Boisko – Orlik 2012”, współfinansowanego ze środków Ministerstwa Sportu i Turystyki RP oraz Urzędu Marszałkowskiego Województwa Małopolskiego. Celem projektu była budowa kompleksów sportowych umożliwiających uprawianie różnych dyscyplin sportowych przez wszystkie grupy wiekowe na bezpiecznych, nowoczesnych nawierzchniach.
Adres:ul. Mickiewicza 52, ul. Konstytucji 3 Maja

## Działalność kulturalna CKiS w Skawinie

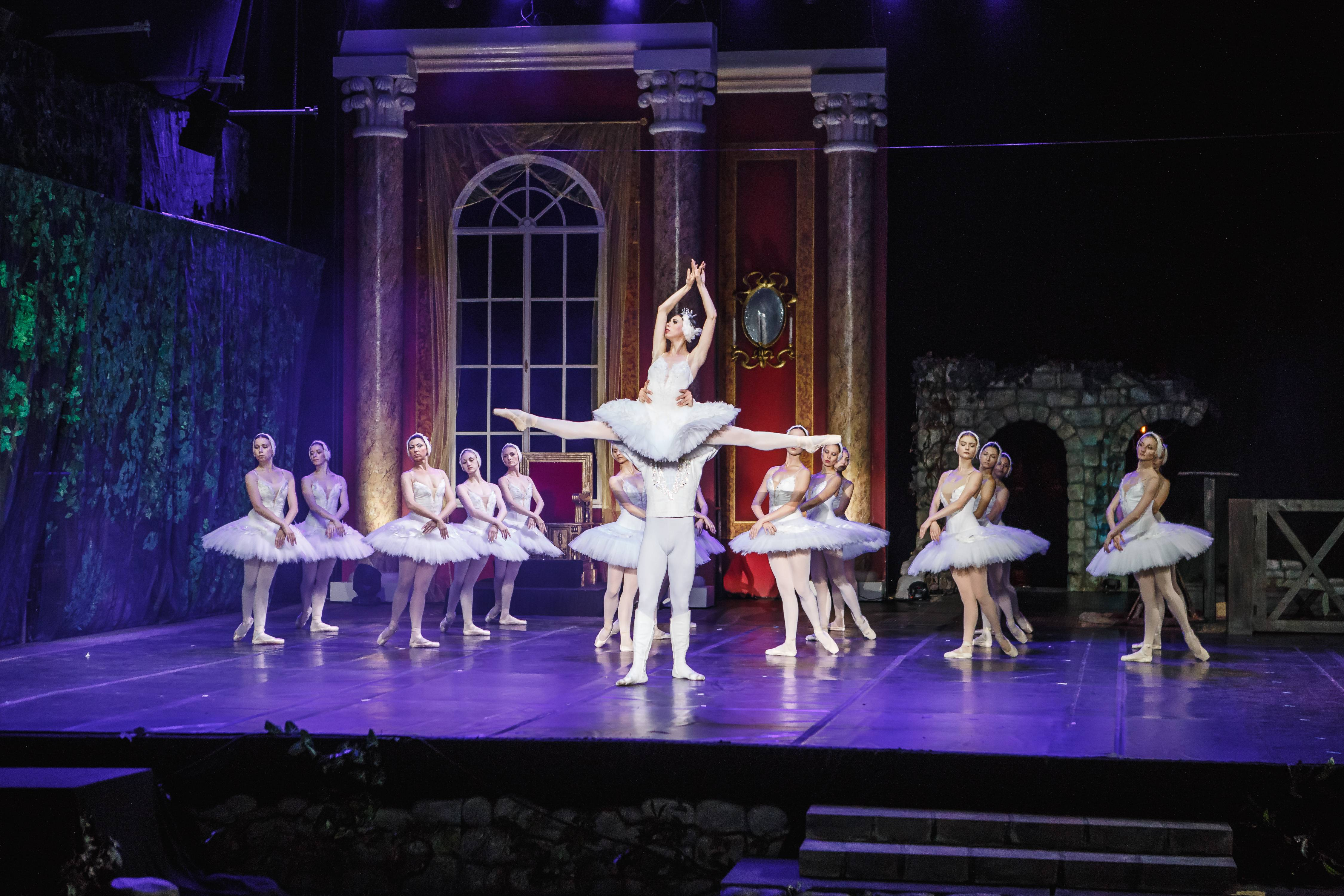
Igrzyska Aniołów

Działalność kulturalna Centrum to liczne imprezy, wśród których największą są Dni Skawiny (dotychczas wśród gwiazd wydarzenia znaleźli się m.in.: Kombi, DeMono, Stachursky, Perfect, Kayah, Maryla Rodowicz, Varius Manx, Katarzyna Zielińska, Emilia Krakowska, Donatan&Cleo, IRA, Galicyjska Orkiestra Straussowska „Obligato”, Margaret, Krzysztof Krawczyk, Krzysztof Cugowski). Ważnym punktem na mapie kulturalnych imprez były widowiskowe Dni Skawiny w 2014 roku ze sceną na wodzie, którymi uświetniona została rocznica 650-lecia nadania praw miejskich Skawinie. Kolejnym istotnym i dużym przedsięwzięciem CKiS była organizacja w 2018 roku wielkiego plenerowego widowiska „Igrzyska Aniołów”, którego pomysłodawcą i reżyserem był ówczesny dyrektor CKiS – Janusz Bysina. Widzowie mieli wtedy okazję obejrzeć historię zainspirowaną baletem „Jezioro Łabędzie”. Na scenie wstąpiło ponad 100 wykonawców, wśród nich m.in. Narodowy Lwowski Teatr Opery i Baletu oraz zespół Percival. Do tradycji należy również organizowanie przez Centrum Noworocznego Koncertu Galowego SkaVienna. Od 2017 roku, 3 stycznia Hala Widowiskowo-Sportowa, za sprawą niecodziennych dekoracji, zamienia się w elegancką salę koncertową.

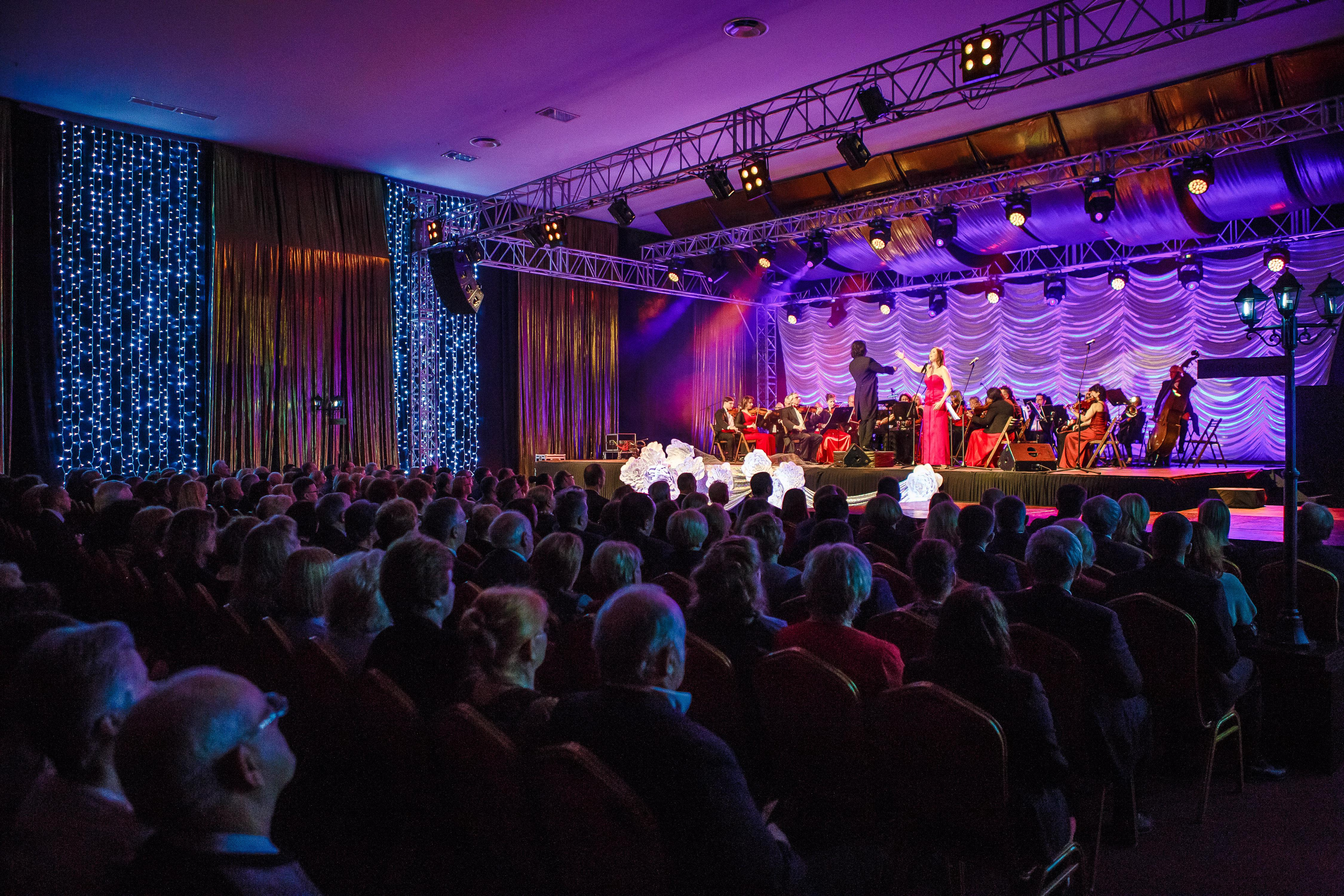
Noworoczny Koncert Galowy SkaVienna

Ponadto w kalendarium pojawiają się comiesięczne spotkania z ciekawymi ludźmi, pasjonatami różnych dziedzin sztuki, kultury, techniki, turystyki, sportu (Skawińskiej Akademii Wiedzy i Umiejętności), spektakle amatorskiego teatru MASKA (scena w Pałacyku „Sokół”), wernisaże i wystawy prac plastycznych (galeria „Pałacyk” w Pałacyku „Sokół”). W styczniu każdego roku, przy współudziale skawińskich szkół, przedszkoli, uczestników sekcji CKiS i lokalnych zespołów artystycznych ma miejsce koncert w ramach Finału Wielkiej Orkiestry Świątecznej Pomocy. Co roku w czerwcu odbywa się Skawiński Tydzień Teatralny, kiedy to prezentowane są spektakle w wykonaniu teatru MASKA i innych, występujących gościnnie, zespołów amatorskich.
Dział Realizacji Projektów Kultury jest organizatorem koncertów, spektakli teatralnych, wystaw, spotkań, warsztatów edukacyjnych i imprez okolicznościowych. Przeprowadza konkursy z różnych dziedzin kultury i sztuki, m.in. gminne eliminacje Ogólnopolskiego Konkursu Recytatorskiego oraz konkursy plastyczne, jest również realizatorem imprez plenerowych (Dni Skawiny, Majówka z Centrum, Dzień Dziecka, Dożynki Gminne, Wigilia w Mieście). Prowadzi także różnego rodzaju zajęcia dla dzieci np. plastyczne, baletowe, nauki gry na instrumentach, nauki śpiewu, teatralne i taneczne.

## Działalność sportowo-rekreacyjna CKiS w Skawinie

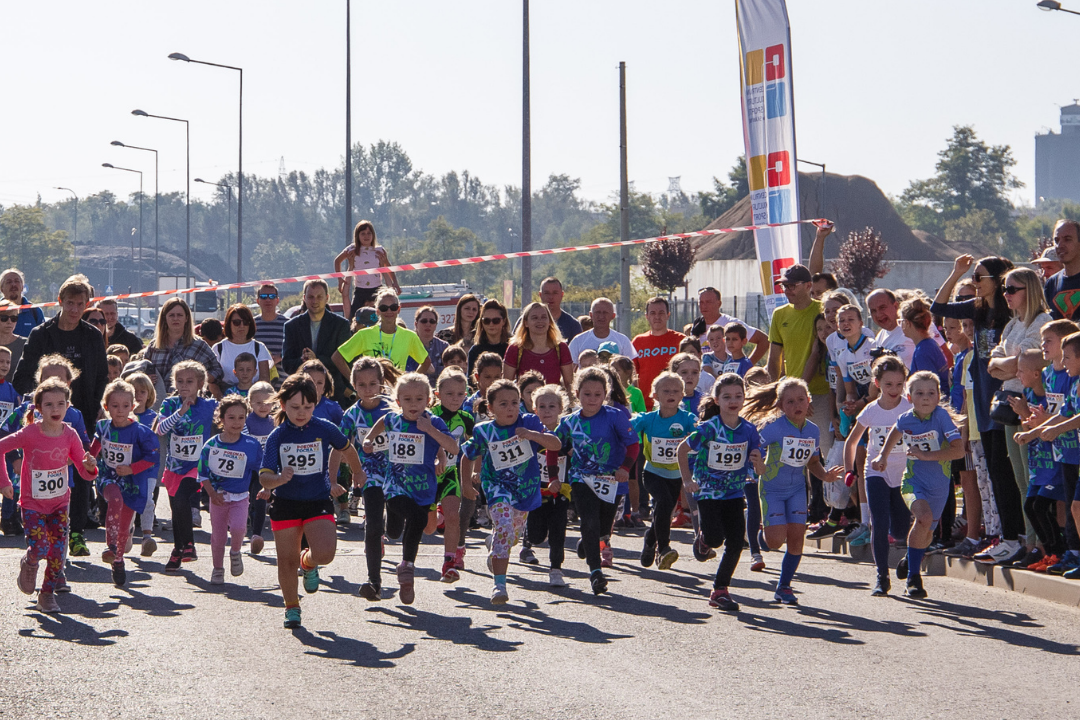
Zawody „Pokonaj Focha”

W Hali Widowiskowo-Sportowej przy ul. Konstytucji 3 Maja 4 swoją siedzibę ma Dział Sportu i Rekreacji. Do jego obowiązków należy realizacja zadań własnych, samorządu miasta i gminy Skawina w zakresie sportu, rekreacji i rehabilitacji. Działalność jest skierowana do wszystkich mieszkańców ze szczególnym uwzględnieniem potrzeb dzieci i młodzieży z terenu miasta i gminy. Swoją misję realizuje poprzez prowadzenie licznych sekcji sportowych (m.in. gimnastyka korekcyjna, brydż sportowy, sekcja pływacka, szachy, tenis stołowy, grupy cheerleaders, crossminton, siatkówka, zajęcia dla dzieci na basenie – Aquadzieciaki).
W obiektach CKiS odbywają się zawody zarówno na poziomie lokalnym, jak i ogólnopolskim. Rokrocznie Centrum jest organizatorem lub współorganizatorem (w szczególności z oficjalnymi partnerami CKiS: Klubem Sportowym „Optima” Skawina oraz Uczniowskim Klubem Sportowym „Jedynka” Skawina) licznych imprez sportowych i rekreacyjnych, w tym m.in.: turniejów crossmintona, turniejów ligowych młodziczek w piłce siatkowej, Turnieju Szachowego „O Koronę Króla Kazimierza”, „Międzynarodowego Biegu Skawińskiego”, „Pływackich Mistrzostw Skawiny”, „Biegu na Orientację”, „Pokonaj Focha” (biegi, jazda na rowerze, jazda na rolkach na różnych dystansach dostosowanych do wieku uczestników). Dział Sportu i Rekreacji jest organizatorem różnorodnych zawodów sportowych, między innymi: siatkówki, tenisa stołowego, czy brydża sportowego oraz rozgrywek Ligi Szkolnej. Angażuje się nie tylko w przedsięwzięcia sportowe, ale również w akcje społeczne i charytatywne.
W każdym sezonie Centrum Kultury i Sportu w Skawinie przygotowuje ofertę turystyczną składającą się z kilkunastu krajowych i zagranicznych jednodniowych wycieczek górskich.